# フランス国鉄Z92050形電車
フランス国鉄Z92050形電車（フランスこくてつZ92050がたでんしゃ）は、かつてフランスの国有鉄道であるフランス国鉄（SNCF）が所有していた2階建て電車。元はノール＝パ・ド・カレー地域圏（現：オー＝ド＝フランス地域圏）向けに製造されたが、2010年代にイル＝ド＝フランス地域圏への転属が行われ、形式名も「Z20500形」に変更されている。

## 概要
1990年代初頭、人口密度が高いノール＝パ・ド・カレー地域圏では、従来の列車よりも輸送力が高い2階建て列車の導入が望まれていた。この時点で既にフランス各地域圏に向けた2階建て列車の開発が進められていたが、それに先駆けて同都市圏ではイル＝ド＝フランス地域圏で使用されていた2階建て電車の同型車両を導入する事を決定し、1994年に発注が実施された。これがZ92050形である。
Z92050形の基本的な構造は、当時イル＝ド＝フランス地域圏向けに製造が進められていたZ20500形を基にしており、編成（電動制御車 + 付随車 + 付随車 + 電動制御車）や電気機器は同一であった。その一方、ノール＝パ・ド・カレー地域圏で使用される事を前提としたZ92050形は主に以下の箇所がZ20500形と異なっていた。
- 塗装 - 前面や乗降扉の塗装がZ20500形は赤色であったのに対し、Z92050形は黄色であった。
- 車内の座席配置 - Z20500形は3 + 2人掛けのクロスシートであったのに対し、Z92050形は2 + 2人掛けであり、各座席とも等級（1等座席、2等座席）問わずアームレストやヘッドレストが設置されていた。
- トイレ  - 付随車にのみ設置されていたZ20500形とは異なり、Z92050形は全車両にトイレが設けられていた。

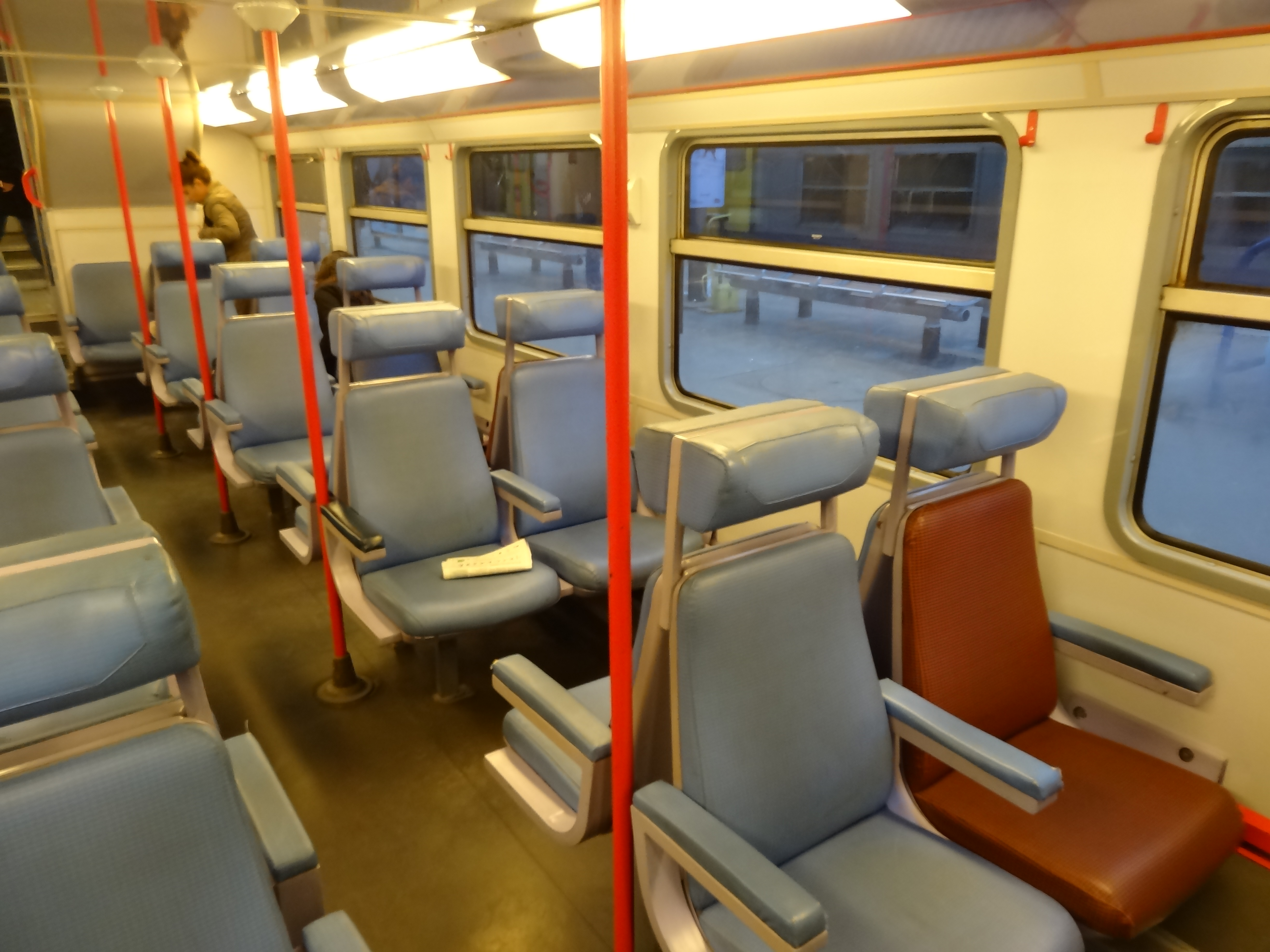
車内（1階部分）
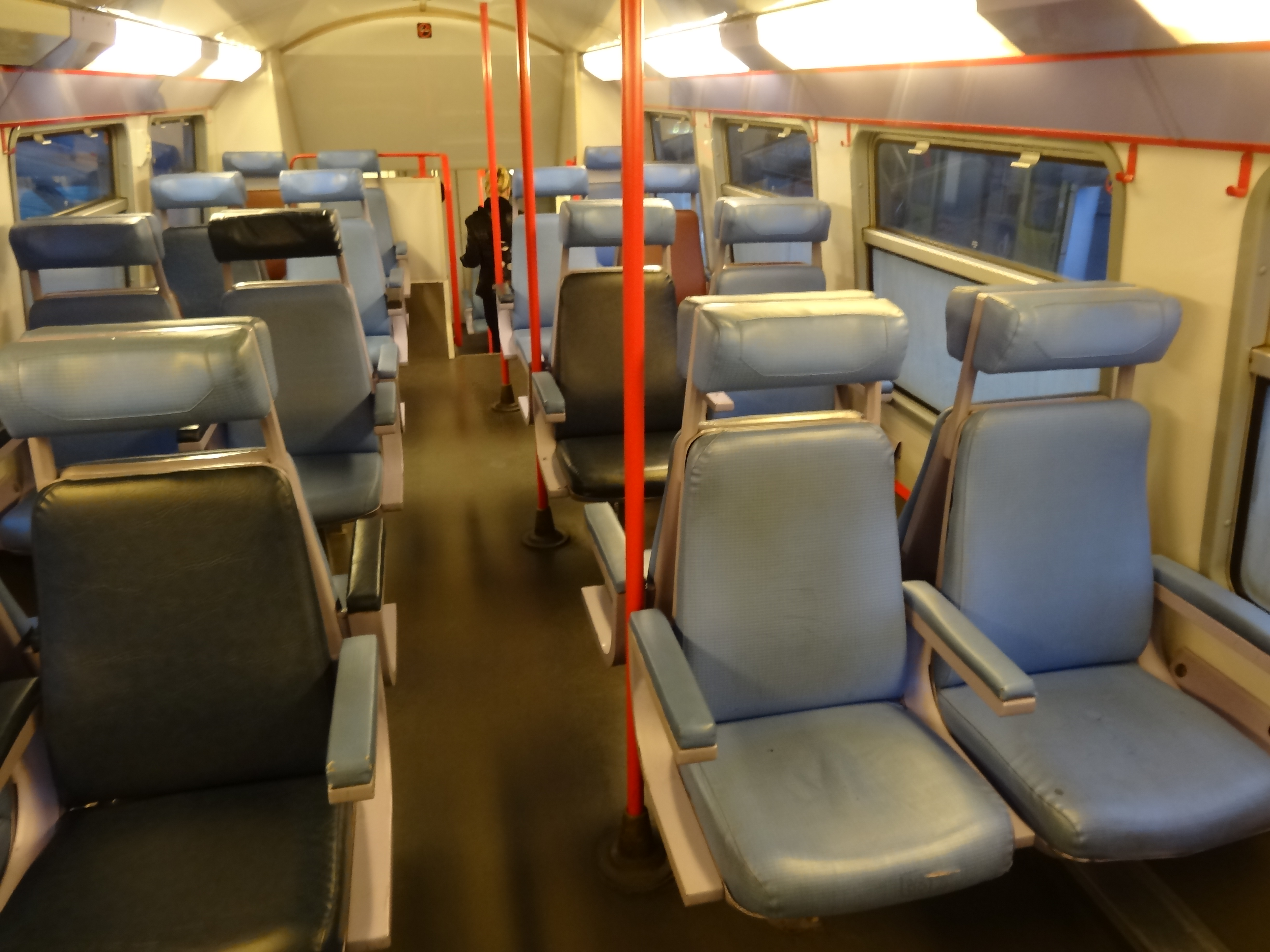
車内（2階部分）
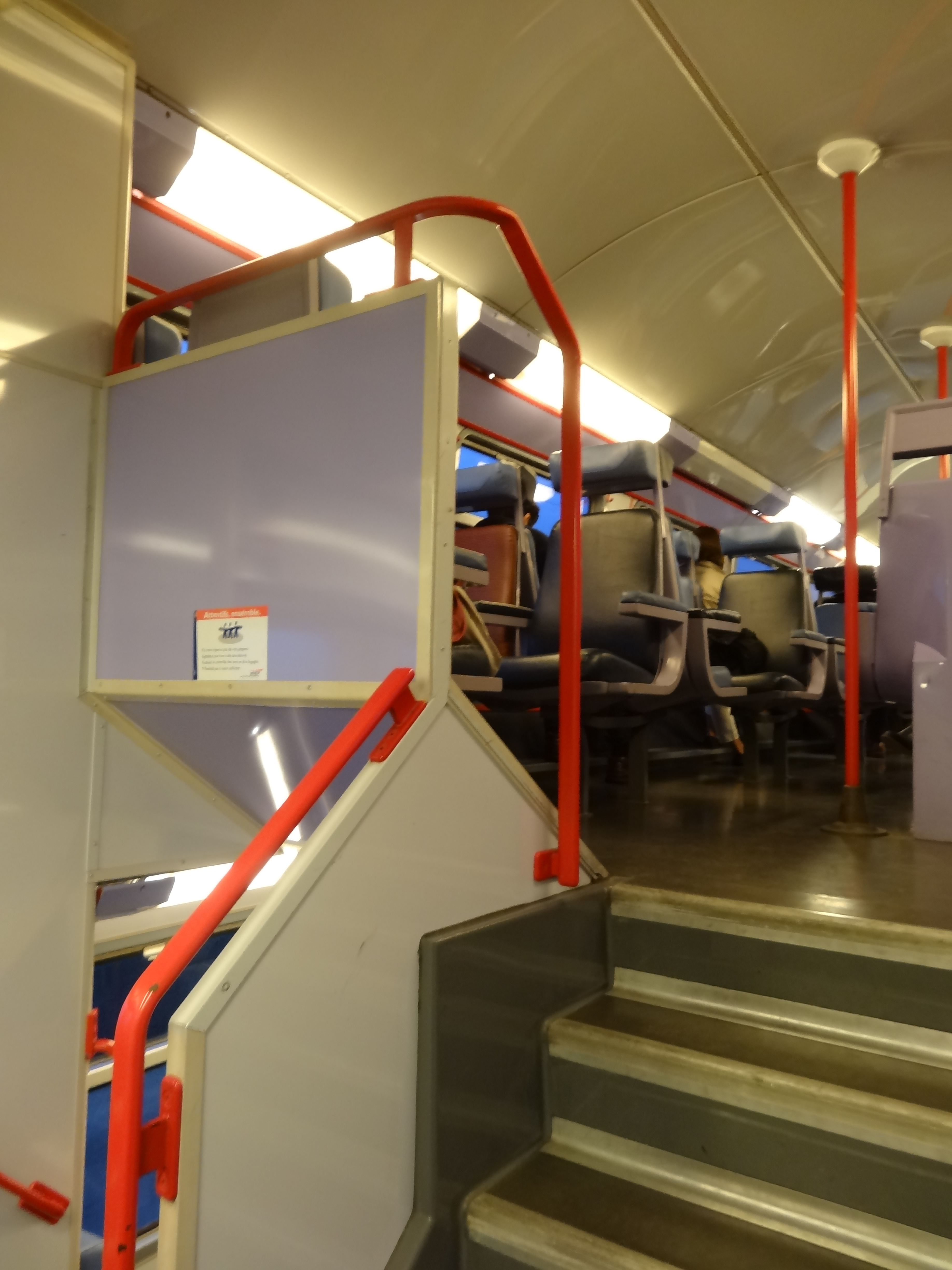
階段
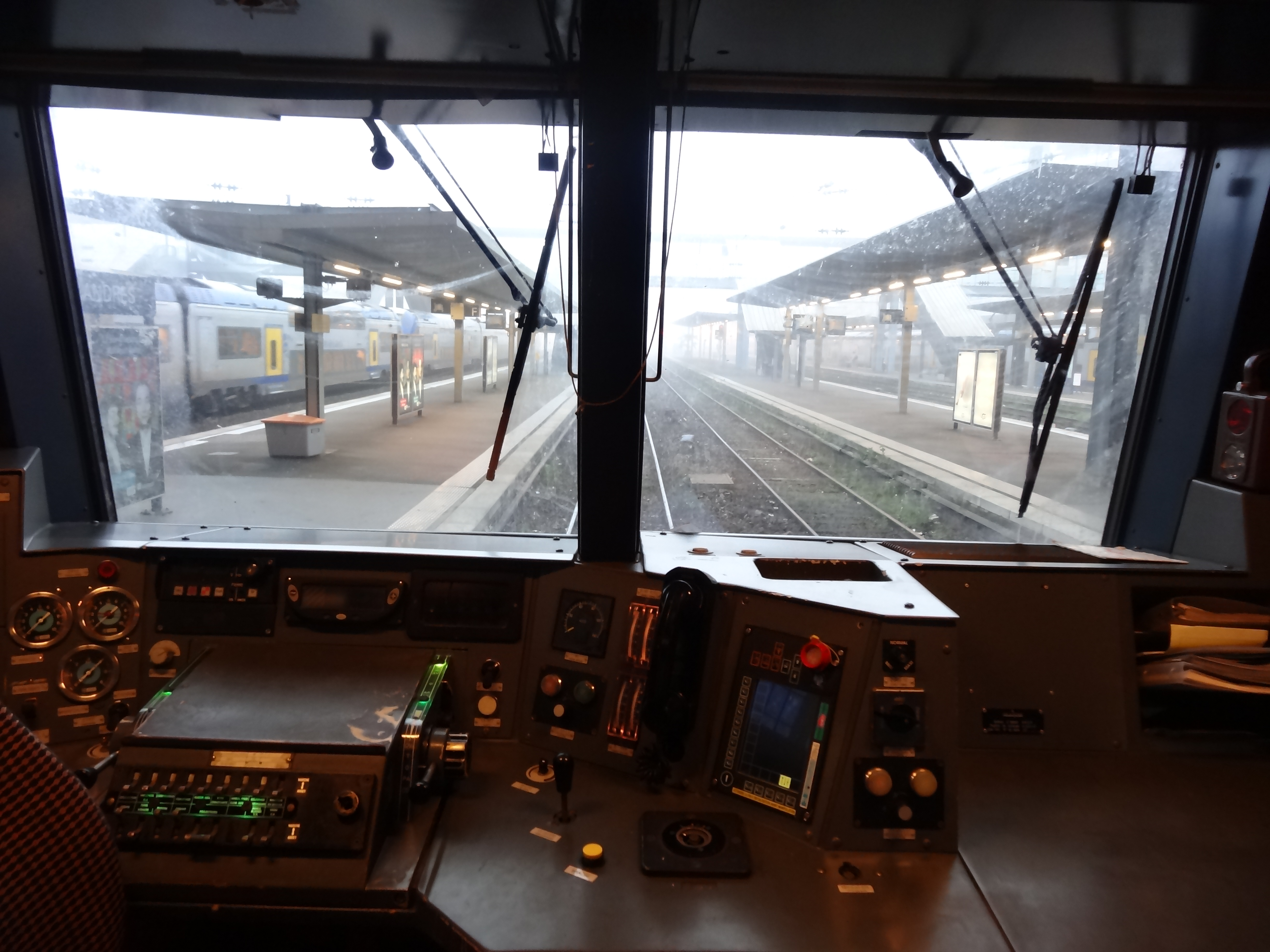
運転台

Z92050形は1996年の5月から12月にかけて6編成（4両編成6本）が導入され、リールと周辺地域を結ぶ近郊列車に使用された。しかし、2000年代以降は後継となる2階建て車両（Z23500形、Z24500形、Z55500形）の導入に加え、更新工事が行われていなかったための劣化、加えて6編成のみという少数派である事が課題となり始めた。一方、同時期のイル＝ド＝フランス地域圏では通勤・近郊列車（トランシリアン、RER）では、運行の柔軟性を高め列車の運行状況を改善すべく、予備車の拡充を含めた車両の増備が求められるようになった。そこで、イル＝ド＝フランス運輸組合（STIF）は2012年にこれらのZ92050形を導入する事を決定した。ただし、本格的な転属に向けた動きはノール＝パ・ド・カレー地域圏側で閣議決定された2014年からとなり、塗装変更や制動装置を始めとした機器の改修工事、そして車両番号の変更によるZ20500形への編入を経て、2015年以降イル＝ド＝フランス地域圏（RER D線、トランシリアン P線など）で使用されている。

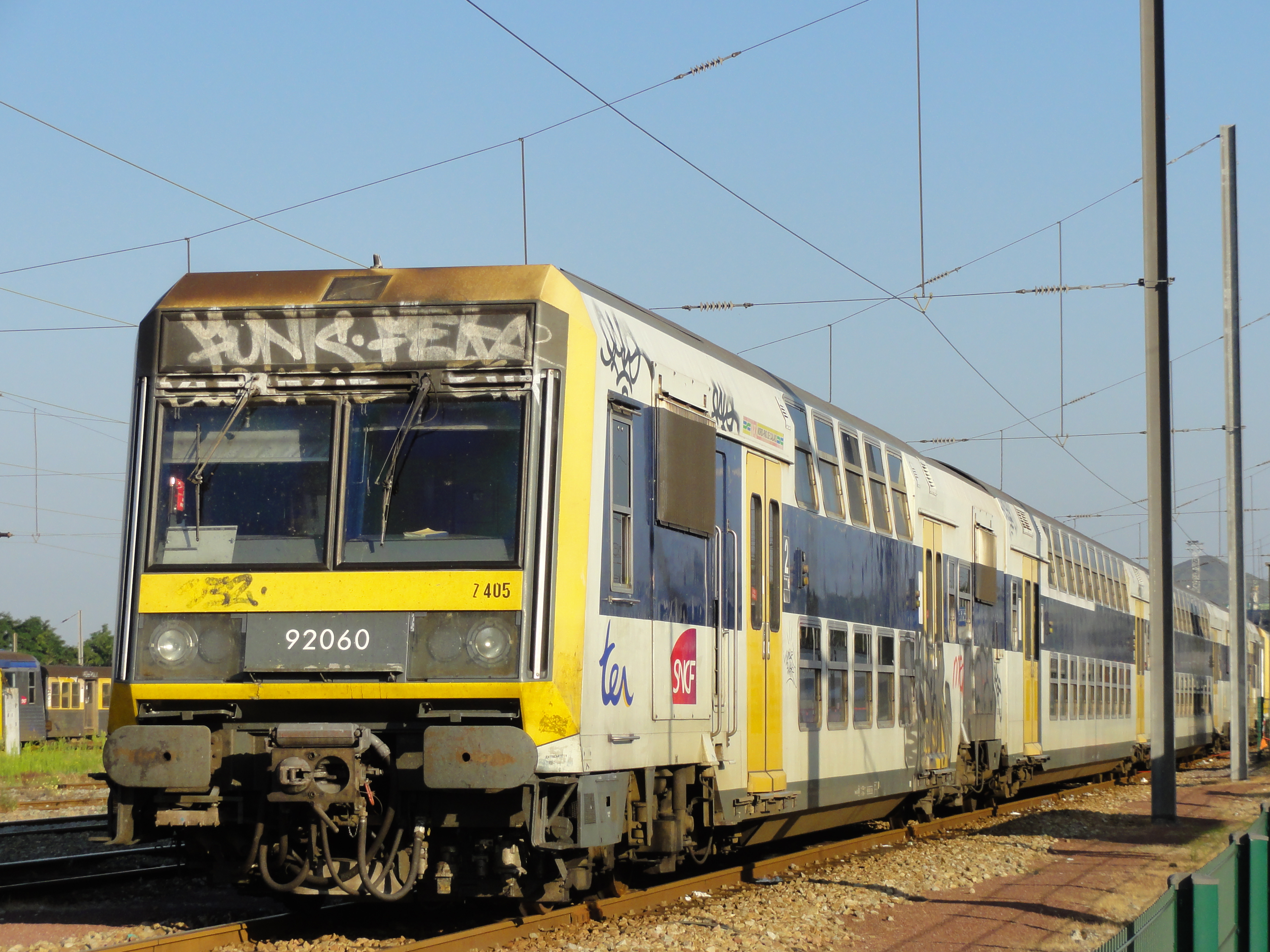
2011年撮影
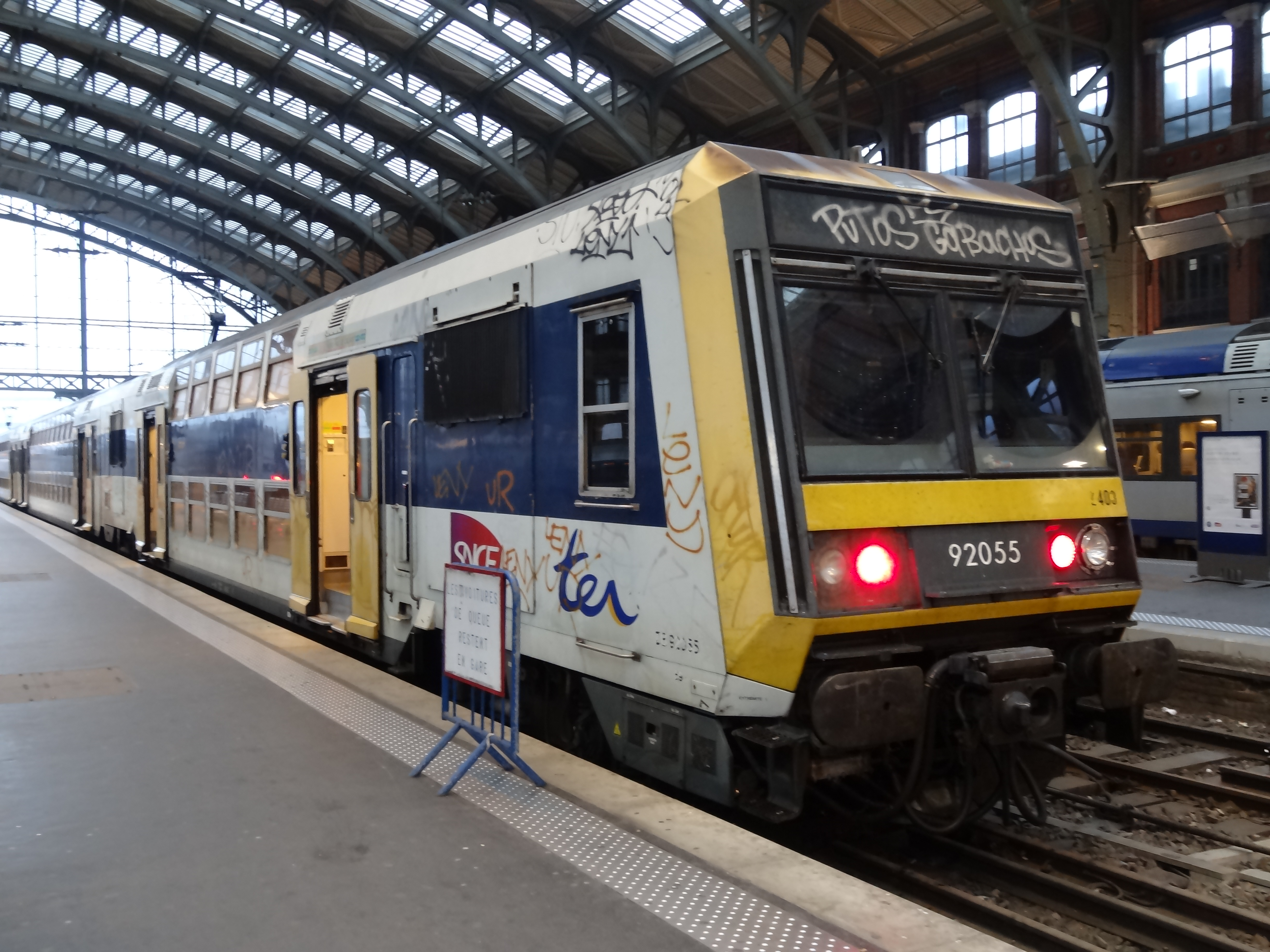
2013年撮影

## 参考資料
- Thomas Estler (2024). Loks der französischen Staatsbahn SNCF: seit 1938. Transpress Verlag. ISBN 978-3-613-31353-8